# Сарби (Арад)
Сарби (рум. Sârbi), познат и као Арадски Срб је насеље је у Румунији у округу Арад у општини Халмађел. Oпштина се налази на надморској висини од 451 m.

## Историја
Место Срби носи назив по народу, Србима коју су на том простору предва века били већинско становништво. Први пут се јавља 1525. године као "Аlso Racfalva", а 1715. године под именом "Сирб" (Србин). Сеоска црква брвнара грађена је 1760. године од стране дрводеља Аћима Попа и Ивана Друглића. Иконостас је насликао зограф Димитрије Испас из Гилаје.

## Становништво
Према подацима из 2002. године у насељу је живело 152 становника, од којих су сви румунске националности.